# Personaggi di Jellystone
I personaggi di Jellystone sono tutti i personaggi apparsi nell'omonima serie televisiva d'animazione.

## Personaggi principali

### Ospedale di Jellystone
Orso Yoghi (in originale: Yogi Bear), voce originale di Jeff Bergman, italiana di Fabrizio Pucci.
Un orso bruno che lavora come medico all'Ospedale di Jellystone. Nonostante sia goffo, Yoghi è sicuro di sé. Adora il cibo e talvolta organizza piani folli per raggiungere le sue prelibatezze. È apparso originariamente in Braccobaldo Show e Arriva Yoghi.
Bubu (in originale: Boo-Boo Bear), voce originale di C.H. Greenblatt, italiana di Emiliano Coltorti.
Un orso bruno che lavora come infermiere all'Ospedale di Jellystone. È il mite aiutante, coinquilino e migliore amico di Yoghi. Anche se un po' mansueto e meno incline alla stravaganza, è fedele ai suoi amici più eccentrici. È apparso originariamente in Braccobaldo Show e Arriva Yoghi.
Cindy, voce originale di Grace Helbig, italiana di Barbara De Bortoli.
Un orso bruno che lavora come medico all'Ospedale di Jellystone. Cindy completa il trio di orsi dell'ospedale e a volte funge da leader della squadra. La sua ossessione per le invenzioni pericolose e le procedure mediche non autorizzate portano solitamente scompiglio. Tuttavia, quando le sue idee si ritorcono contro, finge spesso di ignorarle. È apparsa originariamente in Arriva Yoghi.
Ranger Smith, voce originale di Jeff Bergman.
L'amministratore dell'ospedale. È apparso originariamente in Arriva Yoghi.
La strega Winsome (in originale: Winsome Witch), voce originale di Lesley Nicol, italiana di Michela Alborghetti.
Una strega che gestisce la mensa dell'ospedale. È apparsa originariamente in L'amabile strega.

### Municipio di Jellystone
Braccobaldo Bau (in originale: Huckleberry Hound), voce originale di Jim Conroy, italiana di Roberto Certomà.
Un cane blu di razza Bluetick Coonhound che copre la carica di sindaco di Jellystone. Per la maggior parte del tempo ha un comportamento rilassato e semplicistico, anche se un po' ingenuo, nel suo approccio alla gestione di Jellystone. È apparso originariamente in Braccobaldo Show.
Mr. Jinks, voce originale di Jeff Bergman, italiana di Emiliano Reggente.
Un gatto arancione che è l'assistente personale del sindaco Braccobaldo. È apparso originariamente in Pixie, Dixie e Mr. Jinks.
Svicolone (in originale: Snagglepuss), voce originale di Dana Snyder, italiana di Massimo Milazzo. Un puma rosa che è il punto di riferimento del sindaco Braccobaldo per le pubbliche relazioni. Conduce anche diversi talk show a Jellystone e lavora anche come giornalista locale presso il Jellystone News Studio. È apparso originariamente in Ernesto Sparalesto e Arriva Yoghi.

### Scuola elementare di Jellystone
El Kabong, voce originale di Bernardo de Paula, italiana di Francesco Bulckaen.
Un cavallo bianco che fa sia da insegnante presso la scuola elementare che da eroe protettore della città simil a Zorro della città. A differenza del cartone originale qui Ernesto Sparalesto rimane sempre El Kabong.
Tatina, voce originale di Georgie Kidder, italiana di Serena Sigismondo. A differenza del cartone originale qui è una bambina.
Iacchi Du-Du (in originale: Yakky Doodle), voce originale di Katie Grober, italiana di Claudia Scarpa. A differenza del cartone originale qui è una paperella.
Shag Rugg, voce originale di Ron Funches, italiana di Stefano Broccoletti.
Ruff e Reddy, voci originali di Oscar Reyez e Jakari Fraser, italiane di Maurizio Montecchiesi (Reddy). A differenza del cartone originale qui sono ritratti come un due di animali robot, e a volte combattono tra loro.
Lambsy, voce originale di Dana Snyder.
Ding-A-Ling.
Cavey Junior, voce originale di Dana Snyder.

### Il vicolo
La Banda di Top Cat. Composta da:
- Top Cat, voce originale di Thomas Lennon, italiana di Maurizio Merluzzo.
- Benny, voce originale di C.H. Greenblatt, italiana di Michele Botrugno.
- Choo-Choo, voce originale di Jenny Lorenzo, italiana di Giulia Franceschetti. A differenza del cartone originale qui è una donna.
- Brain, voce originale di Georgie Kidder, italiana di Tiziana Martello. A differenza del cartone originale qui è una donna. E sempre a differenza dell'originale non appare stupida.
- Fancy Fancy, voce originale di Andrew Frankel, italiana di Federico Viola.
- Spooky, voce originale di Jenny Lorenzo, italiana di Maurizio Montecchiesi.[4] A differenza del cartone originale qui è una donna. E sempre a differenza dell'originale è muta e sì esprime raramente con i suoi onomatopeici.

La Banda del Re. Composta da:
- Re, voce originale di Bernardo de Paula. Un leone che ricorda Fonzie di Happy Days a capo di una banda di bulletti che hanno cercato di appropriarsi del vicolo di Top Cat cacciandoli con la forza della danza.
- Big H. Un ippopotamo. A differenza del cartone originale qui è raffigurato come una donna;
- Clyde. Un gorilla;
- Skids. Un coccodrillo che porta un secchio in testa. A differenza del cartone originale qui è raffigurato come una donna;
- Yuka Yuka. Una Iena;

### Dipartimento di polizia di Jellystone
Luca Tortuga, voce originale di Dana Snyder. Una tartaruga con abiti da Moschettiere.
Tippete, Tappete, Toppete, voci originali di C.H. Greenblatt, Grace Helbig e Jim Conroy. Un trio di cani anche loro in abiti da moschettieri. A differenza del cartone originale Tappete è raffigurato come una donna.

### Abitanti principali
Magilla Gorilla, voce originale di Paul F. Tompkins, italiana di Luigi Ferraro.
Jabberjaw, voce originale di Niccole Thurman, italiana di Selvaggia Quattrini (stagione 1-2) e Benedetta Ponticelli (stagione 3-presente). Nell'episodio 26 "Il matrimonio" della stagione 3, si scopre essere la figlia del vero Jabberjaw.
Lupina, voce originale di Ulka Simone Mohanty, italiana di Monica Vulcano. A differenza del cartone originale qui è raffigurato come una donna. In più appare anche più cinica e violenta del suo originale.
Tentacolina (in originale: Squiddly Diddly), voce originale di Niccole Thurman, italiana di Antilena Nicolizas. A differenza del cartone originale qui è raffigurato come una donna.
Shazzan, voce originale di Fajer Al-Kaisi, italiana di Davide Marzi.
Jonny Quest e Hadji, voci originali di Andrew Frankel e Fajer Al-Kaisi. In questa serie sono una coppia gay.
Gli orsi hippy.
- Paw Rugg, voce originale di Jim Conroy.
- Maw Rugg, voce originale di Angelique Perrin, italiana di Cristina Piras.
- Floral Rugg, voce originale di Georgie Kidder.

Chopper, voce originale di Angelique Perrin, italiana di Rachele Paolelli.
Peter Potamus, voce originale di C.H. Greenblatt, italiana di Michele Botrugno.
So-So, voce originale di George Takei.
Papino, voce originale di C.H. Greenblat, italiana di Alberto Bognanni.
Morocco Mole, voce originale di Dana Snyder.
Ugo Lupo (in originale: Hokey Wolf).
La gang degli orsi (in originale: The Hair Bear Bunch).
- Hair.
- Square.
- Bubi.

Gli orsi radioamatori (in originale: The CB Bears).
- Hustle.
- Bump.
- Boogie.

## Personaggi secondari

### Altri abitanti
Capitan Cavey e le Teen Angels|Capitan Cavey \ Barney Rubble, voce originale di Jim Conroy, italiana di Pierluigi Astore.
Wally Gator, voce originale di Jeff Bergman, italiana di Emanuele Natalizi.
Bobbie Louie (in originale: Baba Looey), voce originale di Jenny Lorenzo, italiana di Daniela Abbruzzese.
Banana Splits. Un quartetto di animali vestiti come una banda musicale. A differenza del cartone qui sono raffigurati come una banda di criminali che porta il terrore nella città di Jellystone.
- Swingo, voce originale di Paul F. Tompkins. Un cane e capo della banda.
- Bingo, voce originale di Jim Conroy. Un gorilla.
- Drooper, voce originale di C.H. Greenblatt. Un leone.
- Snorky. Un piccolo elefante e membro muto della banda.

Gorilla Lilla, voce originale di C.H. Greenblatt.
Dolce Nonna, voce originale di Grace Helbig.
Bristle.
Hardy Har Har e Lippy il Leone, voci originali di Jenny Lorenzo e Jeff Bergman, italiane di Maurizio Montecchiesi (Lippy il Leone).
Mildew, voce originale di Bernardo de Paula.
Brenda Chance, Dee Dee Sykes e Taffy Dare, voci originali di Georgie Kidder, Niccole Thurman e Grace Helbig.
Pixie, voce originale di Jenny Lorenzo.
Kwicky Koala, voce originale di Paul F. Tompkins.
- Speed Buggy.
  - Tinker, voce originale di Dana Snyder.

J. Whimple Dimple.
Atom Ant.
Mr. Peebles.
Snooper e Bla-bla (in originale: Snooper and Blabber), voci originali di Georgie Kidder e Bernardo de Paula.
Dirty Dawg, voce originale di Jeff Bergman.

## Ospiti speciali
- Axel: Uno scheletro attaccato all'auto da corsa della strega Winsome. È apparso originariamente in Cinquecento miglia spaccamotori.

- Baby Puss: Una tigre dai denti a sciabola che ha combattuto il Capitan Cavey e Cavey, Jr.. È apparso originariamente ne Gli antenati.

- I Biskitts: Le mascotte di vari prodotti alimentari e bevande venduti a Jellystone. Sono apparsi originariamente ne I Biskitts.

- Fred Flintstone: È stato mostrato sulla copertina di un libro letto dal club del libro e la sua voce è udibile nel film La vendetta dei raccapriccianti. Voce originale di Jeff Bergman e italiana di Dario Oppido È apparso originariamente ne Gli antenati.

- La gang dei segugi (inoriginale: The Clue Club): I membri della banda includono Larry, Pepper, D.D., Dottie, lo sceriffo Bagley e i cani Woofer e Wimper. A differenza delle loro controparti originali, Larry, DD e lo sceriffo Bagley sono raffigurati come persone dalla pelle scura. Voci originali di C.H. Greenblatt (Woofer) Sono apparsi originariamente in La gang dei segugi.

- Mr. Peebles: Gestiva un negozio di animali che fungeva da casa di Magilla Gorilla. Viene citato attraverso alcune fotografie del passato di Magilla, tuttavia la loro attuale relazione non è stata chiarita. Ha suonato in un'orchestra quando Papino stava tentando di disciplinare il Gorilla Lilla. È apparso originariamente in Magilla Gorilla.

- Quack-Up: Una papera imbranata che ha cercato di vendere l'assicurazione di Papino. voce originale di Fajer Al-Kaisi. È apparso originariamente in La corsa spaziale di Yoghi e I buffoni dello spazio.

- I Nettuno (in originale: The Neptunes): Composti da Biff, Bubbles, Clamhead e Shelly, sono gli ex compagni di band di Jabberjaw. Shelly viene spesso vista lavorare come cassiera al Barbera. Sono apparsi originariamente in Jabber Jaw.

- Bleep: Un alieno che fa visita a Jellystone. Voce originale di Jim Conroy. È apparso originariamente in Josie e le Pussycats nello spazio.

- Glump: Uno stegosauro che si riferisce a se stesso come "Glump della Valle dei Dinosauri". È visto come un paziente della terapia di Top Cat, in cui esprime la volontà di superare la sua paura delle meteore prima che un frammento di roccia colpisca lo studio. Voce originale di Fajer Al-Kaisi. È apparso originariamente ne La valle dei dinosauri.

- I gatti di Cattanooga (The Cattanooga Cats): Composto da Country, Kitty Jo, Scoots e Groove, il gruppo rock è raffigurato come degli animatronici che cantano al Cattanooga Pizza Explosion. Il loro cane Teeny Tim è raffigurato come un robot cameriere. Voci originali di Scott Whyte (Country) e Georgie Kidder (Kitty Jo). Sono apparsi originariamente ne I gatti di Cattanooga.

- Fantasma Bizzarro (in originale: The Funky Phantom): Un fantasma che in passato era un famoso wrestler ed eroe d'infanzia del sindaco Braccobaldo. Ora lavora come venditore di avocado. Appare inoltre come uno dei detenuti del Santo Relaxo. Voce originale di Paul F. Tompkins. È apparso originariamente in Il fantasma bizzarro.

- Mightor: L'avversario di wrestling di Fantasma Bizzarro nel suo famigerato scontro finale. Voce originale di Jim Conroy. È apparso originariamente in Moby Dick e il Grande Mightor.

- Gravity Girl: Un arbitro di wrestling. È apparsa originariamente in Birdman e il Galaxy Trio.

- Gazoo: Un alieno verde sociopatico che ha ospitato il videogioco in realtà virtuale BuddyBlasters. Voce originale di Flula Borg. È apparso originariamente ne Gli antenati.

- Yankee Doodle: Un piccione viaggiatore che appare nel film dell'Orso Yogi. È apparso originariamente in Dastardly e Muttley e le macchine volanti.

- Klunk: Un criminale che ha rubato il gelato di Jabberjaw per poi essere sconfitto da El Kabong. Voce originale di Fajer Al-Kaisi. È apparso originariamente in Dastardly e Muttley e le macchine volanti.

- Scrappy-Doo: Appare su un cartone del latte che beve Cindy. È apparso originariamente in Scooby-Doo & Scrappy-Doo.

- Zandor: Appare in un programma televisivo guardato da Cindy e Bleep. È apparso originariamente ne Gli Erculoidi.

- Gloop: Appare in un programma televisivo guardato da Cindy e Bleep dove vengono abbracciati da Zandor. Gloop è raffigurato come una femmina. È apparsa originariamente ne Gli Erculoidi.

- Space Ghost: Un supereroe spaziale il cui Phantom Cruiser finisce in collisione con la nave di Bleep. Voce originale di Paul F. Tompkins. È apparso originariamente in Space Ghost - Il Fantasma dello Spazio.

- Zorak: Un dokariano che è stato visto sulla locandina del film Brakbud Peak e in seguito apparso come uno dei detenuti di Santo Relaxo. È apparso originariamente in Space Ghost - Il Fantasma dello Spazio.

- Brak: Un alieno con le sembianze di un gatto che è stato visto sulla locandina del film Brakbud Peak. Riappare successivamente come uno dei detenuti di Santo Relaxo. Voce originale di Andy Merrill. È apparso originariamente in Space Ghost - Il Fantasma dello Spazio.

- Moltar: È stato mostrato sulla copertina del libro Il grande libro di favole e ricette a cottura lenta di Moltar che Wally Gator voleva togliere dalla biblioteca. È apparso originariamente in Space Ghost - Il Fantasma dello Spazio.

- Moby Dick: Un capodoglio bianco che vive nelle acque della Baia di Jellystone. È apparso originariamente in Moby Dick e il Grande Mightor.

- Barney Rubble: La sua voce può essere ascoltata durante il film La vendetta dei raccapriccianti. Voce originale di Paul F. Tompkins. È apparso originariamente ne Gli antenati.

- Strano Raccapricciante (in originale: Weirdly Gruesome): Appare nel film La vendetta dei raccapriccianti. Voce originale di Dana Snyder. È apparso originariamente ne Gli antenati.

- Dino: Appare sotto forma di giocattolo da parco giochi. È apparso originariamente ne Gli antenati.

- Orbitty: Appare sotto forma di giocattolo da parco giochi. È apparso originariamente ne I Pronipoti.

- Super Segretissimo: È stato mostrato su un poster del film The Blow-ening!. È apparso originariamente in Super Segretissimo.

- Inch High: Un investigatore privato in miniatura che non era soddisfatto dell'album comico di debutto di Lippy e Hardy, definendolo abbastanza brutto da chiuderlo in una cassa con esso che hanno smarrito. Compare nel video di unboxing di Jabberjaw e Braccobaldo, in cui quest'ultimo lo rimetteva nella scatola. Voce originale di Fajer Al-Kaisi. È apparso originariamente in Inch High l'occhio privato.

- Dread Baron: Un detenuto del Santo Relaxo. È apparso originariamente in L'olimpiade della risata.

- Hilarious P. Prankster: Un detenuto del Santo Relaxo. In un'occasione è stato sconfitto dall'Orso Yogi sotto il suo alias Super Yogi. È apparso originariamente in L'allegra banda di Yoghi.

- Creeper: Mentre Creeper non era presente, Top Cat ha finto di essere la guardia carceraria quando la sua banda è stata inviata a Santo Paino fino a quando Top Cat non li ha segretamente reindirizzati a Santo Relaxo. È apparso originariamente in Scooby-Doo! Dove sei tu?.

- Scare Bear: Appare sul distintivo del piccolo professionista. È apparso originariamente in La corsa spaziale di Yoghi e I buffoni dello spazio.

- Pirati del cielo (in originale: Sky Pirates).
  - Capitan Furto (in originale: Captain Swipe), voce originale di Bernardo de Paula.
  - Lotta Litter, voce originale di Georgie Kidder.
  - Signor Smog (in originale: Mr. Smog), voce originale di C.H. Greenblatt.
  - Strega Pettegola (in originale: Gossipy Witch), voce originale di Dana Snyder.

- Blue Falcon: Un supereroe a tema falco. Voce originale di Rob Riggle. È apparso originariamente in Blue Falcon e Cane Prodigio
- Dynomutt: Un cane robot pasticcione nonché spalla di Blue Falcon.È apparso originariamente in Blue Falcon e Cane Prodigio.

- Mr. Hothead: È stato visto scappare dal sindaco Braccobaldo nel suo alias di sindaco corazzato. È apparso originariamente in L'allegra banda di Yoghi.